# Liste der Straßennamen mit Bergbaubezug in Zwickau
Die Liste der Straßennamen mit Bergbaubezug in Zwickau enthält die 52 Zwickauer Straßen, die nach Schächten, Persönlichkeiten oder anderweitig mit Bezug zum Bergbau benannt wurden.
| Name                        | Namensgeber                      | Bemerkung |
| --------------------------- | -------------------------------- | --- |
| Agricolastraße              | Georgius Agricola (1494–1555)    | Lehrte in Zwickau an der Griechisch- und Lateinschule, befuhr mehrfach die Planitzer Schächte und beschrieb u. a. den Planitzer Erdbrand. |
| Albert-Funk-Straße          | Albert Funk (1894–1933)          | Von den Nazis ermordeter Zwickauer Bergmann und Widerstandskämpfer. |
| Am Kraftwerk                |                                  | Zechenkraftwerk Karl-Marx-Schacht 3 |
| Auroraweg                   |                                  | Geinitzsiedlung / Am Auroraschacht des Zwickauer Steinkohlenbauvereins. |
| Barbarastraße               | St. Barbara                      | Schutzheilige der Bergleute. |
| Bergmannsstraße             |                                  | Auf dem ehemaligen Gelände des Erzgebirgischen Steinkohlen-Aktienvereins / August-Bebel-Werks. |
| Breithauptstraße            | August Breithaupt (1791–1873)    | Mitgründer des Erzgebirgischen Steinkohlen-Aktienvereins. |
| Bockwaer Kohlenstraße       |                                  | Die Kohlenstraße diente der Abfuhr der geförderte Kohle. |
| Bürgerschachtstraße         |                                  | Bürgerschächte I und II der Zwickauer Bürgergewerkschaft. Wurde als Anbindung der Bürgerschächte erbaut. |
| Carl-Wolf-Straße            | Carl Wolf                        | Gründer der Firma Friemann & Wolf (Grubenlampenherstellung). |
| Dortmunder Straße           | Dortmund                         | Partnerstadt und Bergbaustadt in NRW. |
| Eisenweg                    |                                  | Geinitzsiedlung |
| Ernst-August-Geitner-Straße | Ernst August Geitner (1783–1852) | Betrieb die Geitnersche Treibegärtnerei am Hammerwald. |
| Falkschachtweg              |                                  | Steinkohlenwerk G. Falk |
| Felsweg                     |                                  | Geinitzsiedlung |
| Flözweg                     |                                  | Geinitzsiedlung |
| Förderweg                   |                                  | Geinitzsiedlung |
| Frisch-Glück-Straße         |                                  | Steinkohlenwerk „Frisch Glück“ mit Frisch-Glück-Schacht |
| Gabelweg                    |                                  | Geinitzsiedlung |
| Geinitzstraße               | Hanns Bruno Geinitz (1814–1900)  | Die Geinitzstraße hieß zunächst einfach Werkstraße und verband die Schächte des Zwickauer Steinkohlenbauvereins vom Fortunaschacht, wo sie von der Lengenfelder Straße abzweigte, durch das Werksgelände über den Vereinsglückschacht mit dem Glückaufschacht, wobei sie die damalige Vereinsglückstraße / heutige Planitzer Straße kreuzte. Der westlich der heutigen Planitzer Straße gelegene Teil der Werkstraße heißt heute Erzgebirgische Straße. Die Geinitzsiedlung entstand als Bergmannssiedlung nach der Betriebseinstellung des Zwickauer Steinkohlenbauvereins auf dem Gelände des Aurora- und Vereinsglückschachtes beiderseits der Geinitzstraße. |
| Glückaufschacht-Straße      |                                  | Glückaufschacht des Oberhohndorfer-Schader-Steinkohlenbauvereins. |
| Glückaufweg                 |                                  | |
| Grubenweg                   |                                  | Geinitzsiedlung |
| Haldenweg                   |                                  | Geinitzsiedlung |
| Hammerweg                   |                                  | Geinitzsiedlung |
| Häuerweg                    |                                  | Geinitzsiedlung |
| Hermannschacht-Straße       |                                  | Am Frisch-Glück-Schacht. Wohngebiet aus den 1990er-Jahren, die Straße wurde (irreführenderweise) nach dem rund 700 m entfernt liegenden Hermannschacht des Oberhohndorfer-Schader-Steinkohlenbauvereins benannt. |
| Hilfegottesschachtstraße    |                                  | Hilfegottesschacht der Zwickauer Bürgergewerkschaft. |
| Himmelfürststraße           |                                  | Himmelsfürstschacht des Steinkohlen-Bergbau-Vereins von Niederplanitz und Vorderneudörfel |
| Hüttenweg                   |                                  | An der Königin Marienhütte in Cainsdorf. |
| Knappenweg                  |                                  | Geinitzsiedlung |
| Kohlenstraße                |                                  | Die Kohlenstraße diente der Abfuhr der geförderten Kohle. |
| Kohlenstraße/Lichtentanne   |                                  | Die Kohlenstraße diente der Abfuhr der geförderten Kohle. |
| Köhlerweg                   |                                  | Geinitzsiedlung |
| Mittlere Kohlenstraße       |                                  | Die Kohlenstraße diente der Abfuhr der geförderten Kohle. |
| Obere Kohlenstraße          |                                  | Die Kohlenstraße diente der Abfuhr der geförderten Kohle. |
| Obersteigerweg              |                                  | Geinitzsiedlung |
| Oskar-Arnold-Straße         | Oskar Arnold († 1919)            | Bergdirekter beim Erzgebirgischen Steinkohlen-Aktienverein |
| Römerplatz                  | Martin Römer (1432–1483)         | Zwischen 1475 und 1477 sächsischer Berghauptmann auf dem Schneeberg, der durch seine Beteiligung an dem dortigen Silberbergbau zu großem Vermögen kam. |
| Römerstraße                 | Martin Römer (1432–1483)         | Siehe Römerplatz. |
| Saarstraße                  | Saarland                         | Die Saarstraße ist die ehemalige Planitzer Straße, die nach Planitz führte. Die heutige Planitzer Straße wurde für den Zwickauer Steinkohlenbauverein erbaut und hieß zunächst nach dessen Hauptschacht Vereinsglückschachtstraße. |
| Schachtweg                  |                                  | Schachtwegsiedlung; zwischen Himmelsfürst- und Vereinsglückschacht. |
| Schaderstraße               |                                  | Führt zum Hermannschacht des Oberhohndorfer-Schader-Steinkohlenbauvereins. |
| Schieferweg                 |                                  | Geinitzsiedlung |
| Schlägelweg                 |                                  | Geinitzsiedlung |
| Steigerweg                  |                                  | Geinitzsiedlung |
| Stollenweg                  |                                  | Geinitzsiedlung |
| Untere Kohlenstraße         |                                  | Die Kohlenstraße diente der Abfuhr der geförderten Kohle. |
| Uthmannstraße               | Barbara Uthmann (1514–1575)      | Linderte die Not der erzgebirgischen Bergmannsfrauen, indem sie das Klöppeln einführte. |
| Vereinsglückstraße          |                                  | Teil der Geinitzsiedlung auf dem Gelände des Vereinsglückschachts des Zwickauer Steinkohlenbauvereins. |
| Wilhelmschachtweg           |                                  | Wilhelmschacht des Zwickauer-Oberhohndorfer Steinkohlenbauvereins. |
| Zechenweg                   |                                  | Geinitzsiedlung |
| Zimmererweg                 |                                  | Schachtwegsiedlung; zwischen Himmelsfürst- und Vereinsglückschacht. |